# Domus Augustana

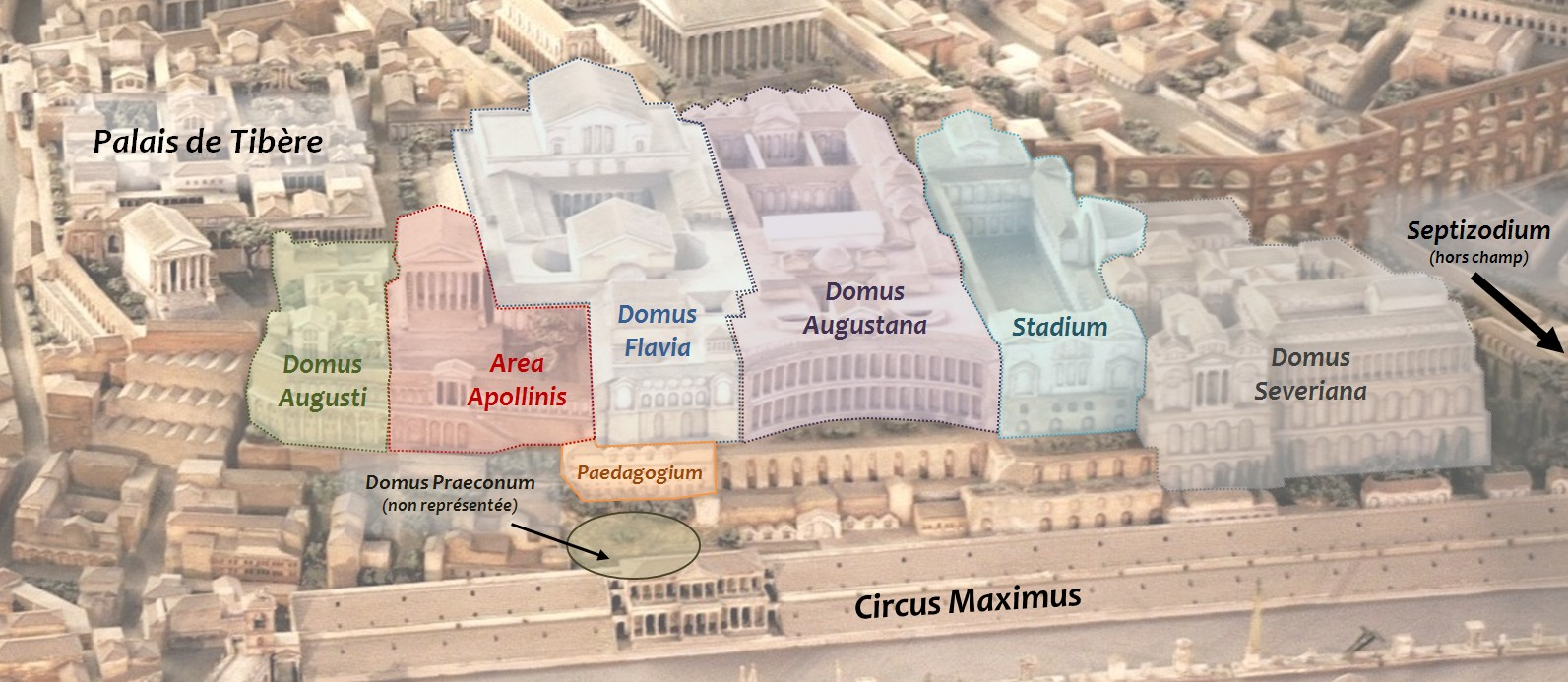
Plano de los palacios imperiales del Palatino.

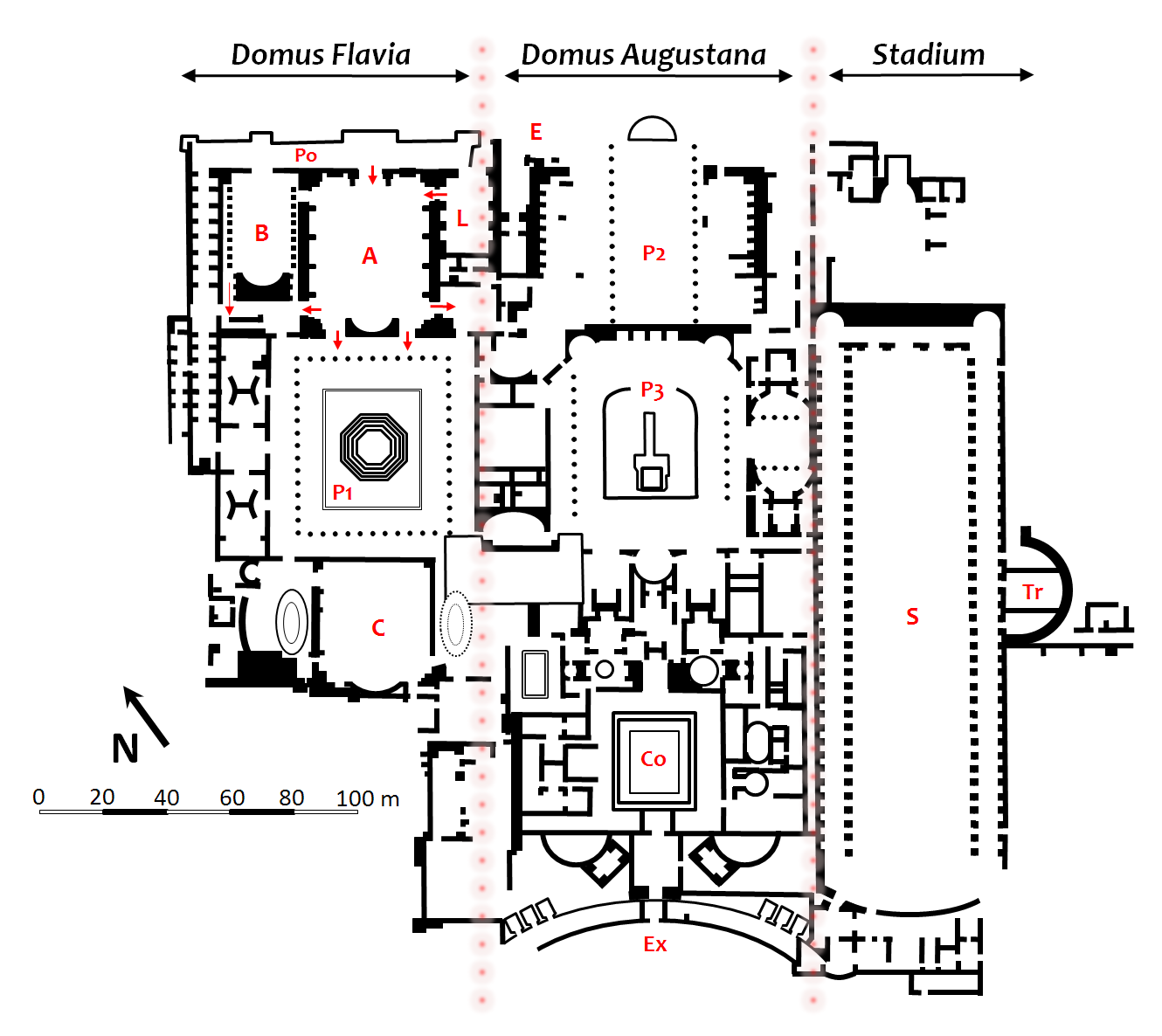
Diagrama que muestra la Domus Augustana: P2: segundo peristilo. P3: tercer peristilo. Co: patio. Ex: exedra. S: Estadio. Tr: Tribuna del estadio.

La Domus Augustana (del latín Casa Augusta) es el nombre que recibe la parte residencial central del vasto Palacio de Domiciano romano (92 d. C.) en el monte Palatino.  La Domus Augustana fue construida por orden del emperador Domiciano en la década de los años 90 d. C., como una extensión de la Domus Flavia destinada a servir de residencia privada del emperador. En la antigüedad, el nombre Domus Augustana puede haberse aplicado a todo el complejo palaciego.
Su nombre no está directamente relacionado con el emperador Augusto (r. 27 a. C.-14 d. C.) y no debe confundirse con la cercana Domus Augusti, sino que probablemente hace referencia al significado romano posterior de Augusto como "emperador".

## Diseño

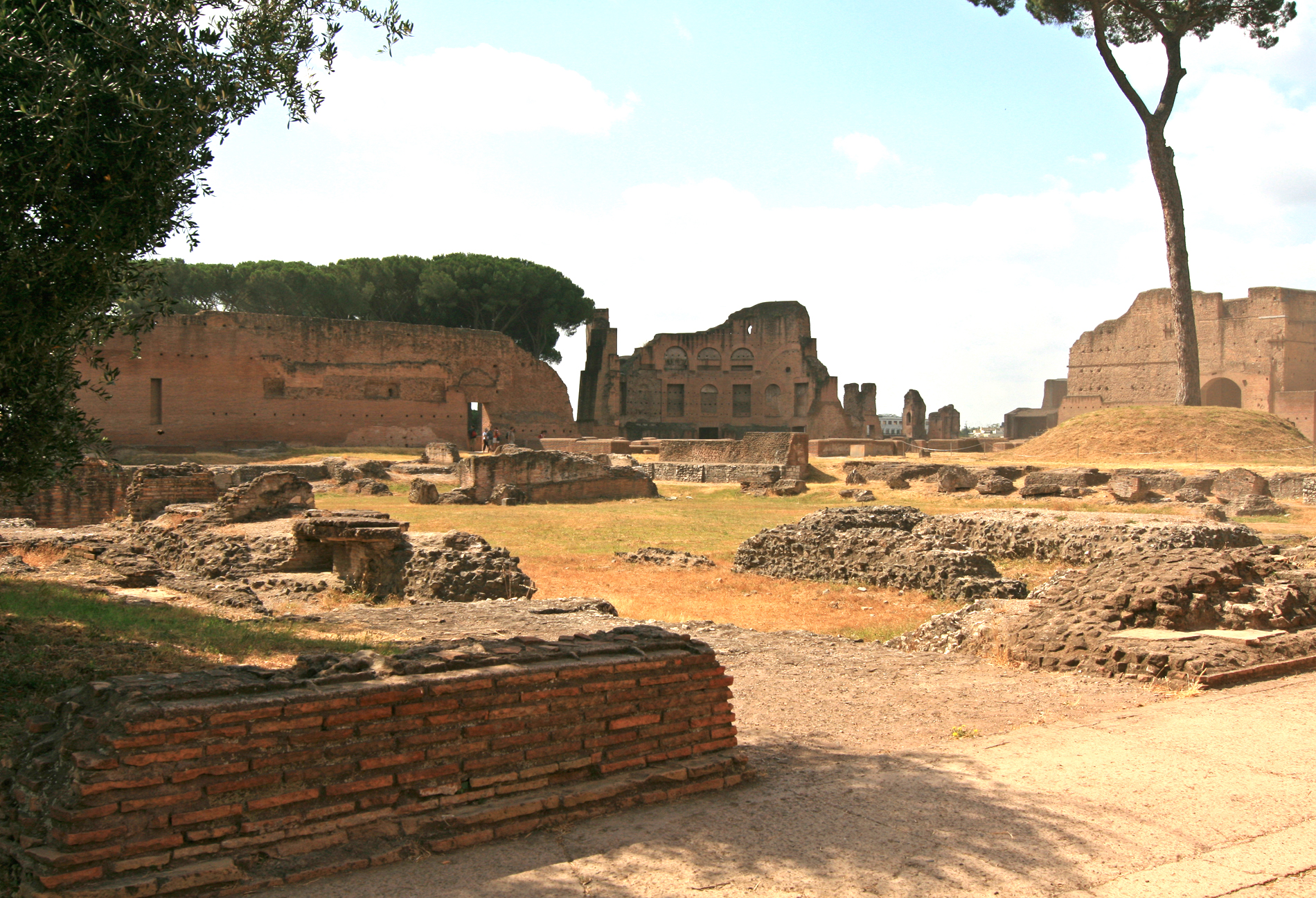
2.º jardín del peristilo mirando al sur

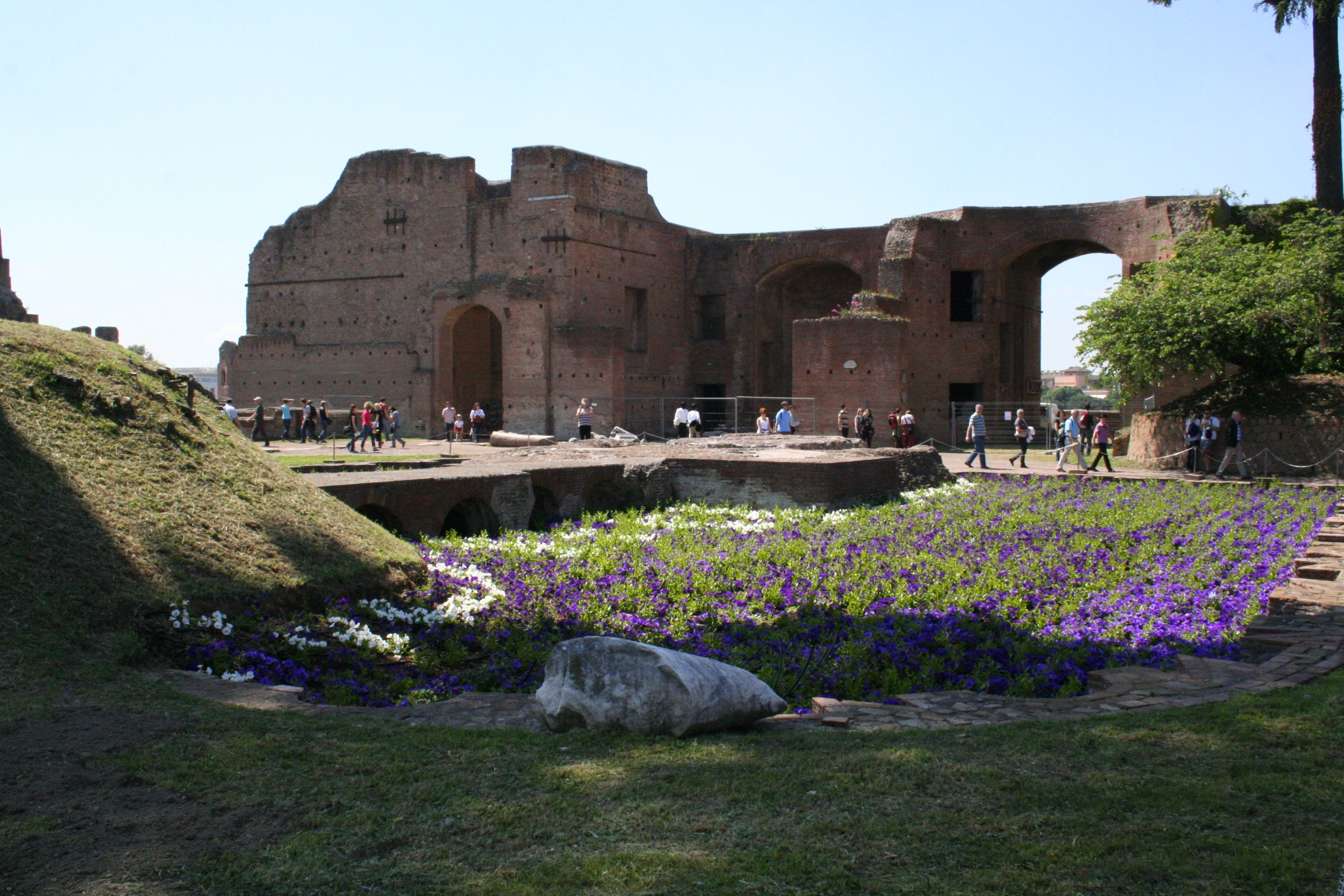
jardín del "3er peristilo" mirando al sur

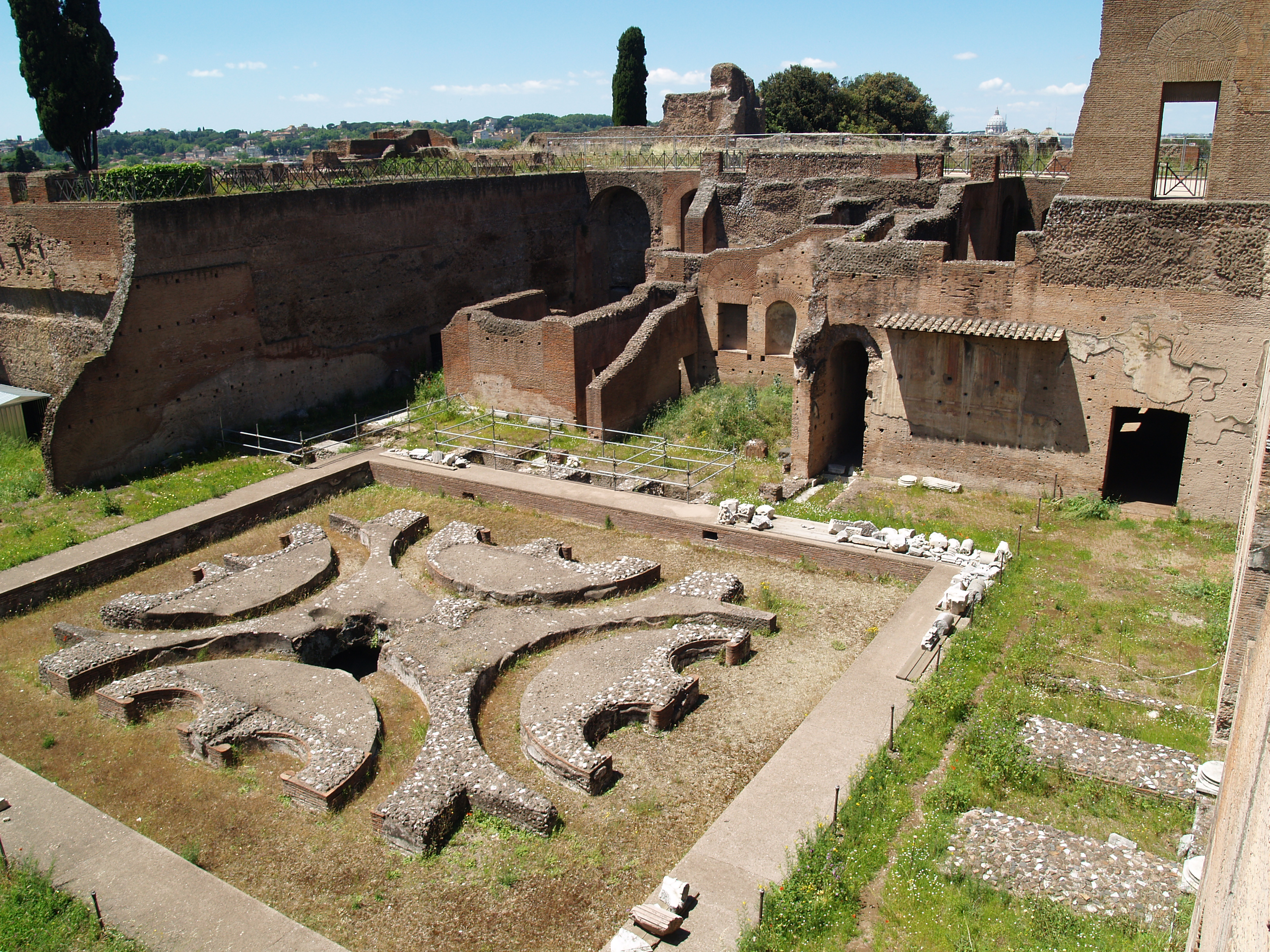
Jardín del "patio" de la Domus Augustana mirando al oeste

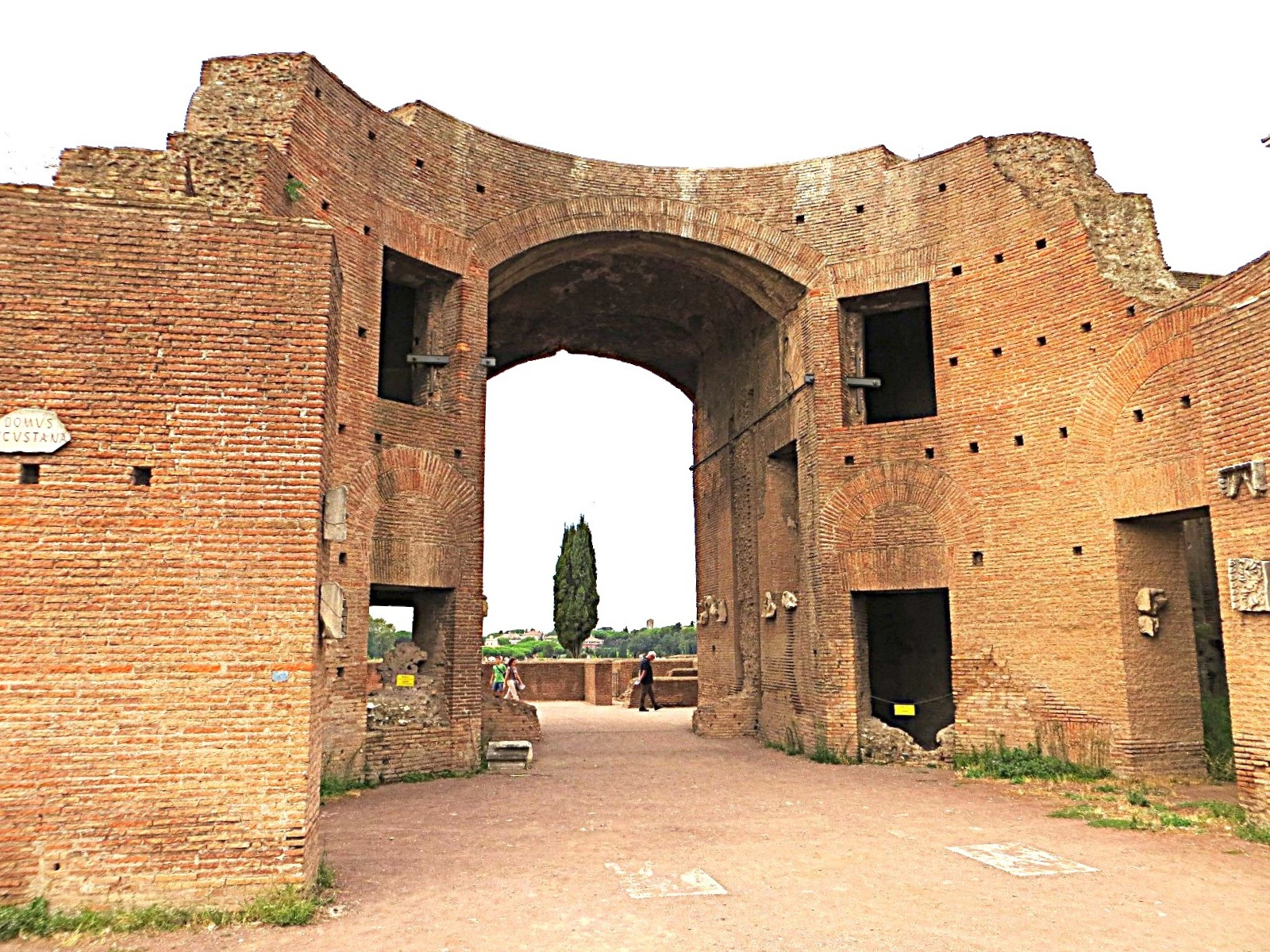
Edificios a lo largo del lado NE del jardín "patio"

La Domus Augustana ocupa la sección central del palacio del Palatino, señalada como Domus Augustana en el diagrama. Consta de al menos cuatro partes principales: el segundo peristilo al noreste, el tercer peristilo central, el complejo del patio y la exedra al suroeste. La Domus Augustana estaba construida en dos niveles, el norte superior formado por los dos peristilo al norte en el mismo nivel y estrechamente vinculado a la Domus Flavia y por lo tanto probablemente con funciones públicas. La sección sur se construyó un poco más tarde y algunos detalles sugieren que no fue Rabirius quien dirigió la obra. Es probable que la Domus Augustana fuera erigida para servir como residencia privada del emperador, en contraposición a la Domus Flavia, cuyas estancias parecen haber sido diseñadas para albergar audiencias públicas. 
El jardín del segundo peristilo está parcialmente expuesto, pero se conoce poco de su arquitectura.
El tercer peristilo estaba ocupado casi por completo por un enorme estanque tan amplio como el de la Domus Flavia. e incluía un paisaje marino quizás de la mitología griega en una isla conectada al estanque a través de un puente con varios arcos, y con esculturas en el agua. Otras fuentes sugieren que se construyó un templo en la isla, concretamente un templo de Minerva. Las elaboradas estancias que rodean el peristilo alternaban espacios abiertos y cerrados, adecuados para el uso público y quizás para varios grupos sociales. En su lado suroeste, los muros se levantan a una altura considerable, después de una reconstrucción parcial en la década de 1930, con varias salas alrededor de un vestíbulo semicircular.
El complejo del patio estaba reservado a los aposentos privados del emperador y se construyó en torno a otro jardín peristilo rodeado de una columnata en dos niveles, el superior con complejos conjuntos de habitaciones y el inferior, a 10 m por debajo del nivel del suelo, compuesto por una piscina con un diseño inusual de islas formadas por cuatro peltas, típicos escudos con forma de luna de las amazonas, todas las superficies estaban originalmente revestidas de mármol.
En el lado suroeste de este complejo se encuentra la gran exedra, una larga galería porticada curvada que une dos alas, con vistas al Circo Máximo al suroeste y que permitía al emperador observar las carreras. Es posible que tuviera una fachada ornamental, quizá añadida por Trajano cuando los asientos del circo fueron llevados hasta allí. Desde esta terraza curvada, una gran abertura arqueada, visible en los dibujos del siglo XVI de Heemskerck II y Wyngaerde, conducía al complejo del patio.

## Otras fuentes
- Claridge, Amanda (1998). Roma, An Oxford Archaeological Guide. OUP. ISBN 0-19-288003-9.
- A Topographical Dictionary of Ancient Rome, Samuel Ball Platner (completado y revisado por Thomas Ashby):Oxford University Press, 1929.

- Datos: Q908472
- Multimedia: Domus Augustana / Q908472